# Новоселци (Плетерница)
Новоселци су насељено место у саставу града Плетернице, у Славонији, Република Хрватска.

## Историја
До нове територијалне организације налазило се у саставу бивше велике општине Славонска Пожега.

## Становништво
Насеље је према попису становништва из 2011. године имало 198 становника.
| Националност       | 1991.        |
| Хрвати             | 206 (95,37%) |
| Срби               | 5 (2,31%)    |
| Југословени        |              |
| остали и непознато | 5 (2,31%)    |
| Укупно             | 216          |